# Miquel Aleksàndrovitx de Rússia
Miquel Aleksàndrovitx de Rússia (en rus: Михаи́л Александрович Рома́нов; Sant Petersburg, 9 de desembre de 1878 - Perm, 13 de juny de 1918) fou gran duc de Rússia i, per les circumstàncies que el tsar Nicolau II de Rússia hagué d'abdicar, esdevingué durant un dia dipositari dels drets dels Romànov a la corona de l'Imperi Rus, però en rebutjà els drets.

## Biografia
Nascut el 22 de novembre de l'any 1878 a la capital imperial, Sant Petersburg, essent fill del llavors tsarevitx i després tsar Alexandre III de Rússia i de la princesa Dagmar de Dinamarca. Miquel era net per via paterna del tsar Alexandre II de Rússia i de la princesa Maria de Hessen-Darmstadt mentre que per via materna ho era del rei Cristià IX de Dinamarca i de la princesa Lluïsa de Hessen-Kassel.
Miquel ingressà ben aviat a la carrera militar tal com corresponia a un gran duc rus que no estigués destinat a convertir-se en tsar. A l'exèrcit, Miquel s'enamorà bojament de la dona del comandant del seu esquadró, Natalia Sergeevna Sheremetievskaja. Natàlia havia estat casada dues vegades i provenia d'una família de classe social humil i amb més aviat escassos recursos.
Abans de conèixer a la senyoreta Sheremetievskaja, Miquel estigué a punt de casar-se amb la princesa Beatriu del Regne Unit però les estrictes normes de la religió ortodoxa que prohibeix el matrimoni entre cosins de primer grau no ho permeté en ser tots dos nets del tsar Alexandre II de Rússia.
El 29 d'octubre de l'any 1911, Miquel contreia matrimoni amb Natàlia Sheremetievskaja a Viena. El matrimoni era morganàtic i, per tant, li valgué a Miquel caure amb desgràcia a la cort tsarista. La parella tingué un únic fill:
- SE el comte Jordi Mikhailovitx Brasov (6 d'agost de 1910)[7] nascut a les proximitats de Moscou i mort a Auxerre (França) en un accident automobilístic l'any 1931.[8][9]

Retornat a Rússia, Miquel visqué la Primera Guerra Mundial i la Revolució. El mes de març de l'any 1917, Nicolau II de Rússia hagué d'abdicar i ho feu per ell i pel seu fill, anomenant a Miquel hereu a la Corona de Rússia. Ara bé, un dia després Miquel rebutjava ésser coronat tsar.
Amb la Revolució, Miquel fugí a Sibèria i a la ciutat de Perm hi trobà la mort en mans d'un grup de bolxevics que el reconegueren. Morí l'any 1918 a l'edat de 39 anys.